# Bombage
Eine Bombage bezeichnet die Aufblähung, also Bombieren, von Konservendosen oder vakuumverpackten Waren, meist Fleischwaren. Sie tritt auf wenn es zu einer Druckerhöhung im Inneren kommt. Dies kann bei Zersetzung des Inhalts durch Gärung oder Fäulnis mit Gasentwickelung auftreten und ist dadurch ein Zeichen für einen verdorbenen Inhalt. 
Von dieser biologischen Bombage sind die chemische (z. B. durch Säureeinwirkung auf das Dosenmetall) und die physikalische Bombage zu unterscheiden. Letztere kann durch Hitze- oder Druckeinwirkung, Gefrieren mit Eisbildung (Kälte- oder Frostbombage, diese ist reversibel) oder Quellung von Zutaten auftreten. Bei hohem Luftgehalt spricht man auch von einer Scheinbombage. Manchmal ist eine Bombierung jedoch auch durch die bewusste Nachgärung bedingt, wie beispielsweise beim Surströmming.